# 서울대학교 언어교육원 한국어교육센터
서울대학교 언어교육원 한국어교육센터(서울大學校韓國語言語敎育院教育센터)는 대한민국에 거주하는 외국인들에게 한국어 교육을 제공하는 센터이다.

## 같이 보기
- 세종학당재단
- 명지대학교 한국어학당
- 연세대학교 한국어학당
- 서강대학교 한국어교육원
- 부산외국어대학교